# Скемпе (гміна)
Гміна Скемпе (пол. Gmina Skępe) — місько-сільська гміна у північній Польщі. Належить до Ліпновського повіту Куявсько-Поморського воєводства.
Станом на 31 грудня 2011 у гміні проживало 7824 особи.

## Площа
Згідно з даними за 2007 рік площа гміни становила 179.23 км², у тому числі:
- орні землі: 50.00%
- ліси: 35.00%

Таким чином, площа гміни становить 17.65% площі повіту.

## Населення
Станом на 31 грудня 2011:
| Опис     | Загалом | Загалом | Чоловіки | Чоловіки | Жінки | Жінки |
| -------- | ------- | ------- | -------- | -------- | ----- | ----- |
| одиниця  | осіб    | %       | осіб     | %        | осіб  | %     |
| все      | 7824    | 100     | 3851     | 49.22    | 3973  | 50.78 |
| міське   | 3691    | 100     | 1750     | 47.41    | 1941  | 52.59 |
| сільське | 4133    | 100     | 2101     | 50.83    | 2032  | 49.17 |

## Сусідні гміни
Гміна Скемпе межує з такими гмінами: Хростково, Ліпно, Мохово, Роґово, Щутово, Тлухово, Вельґе.